# Jefim Geller

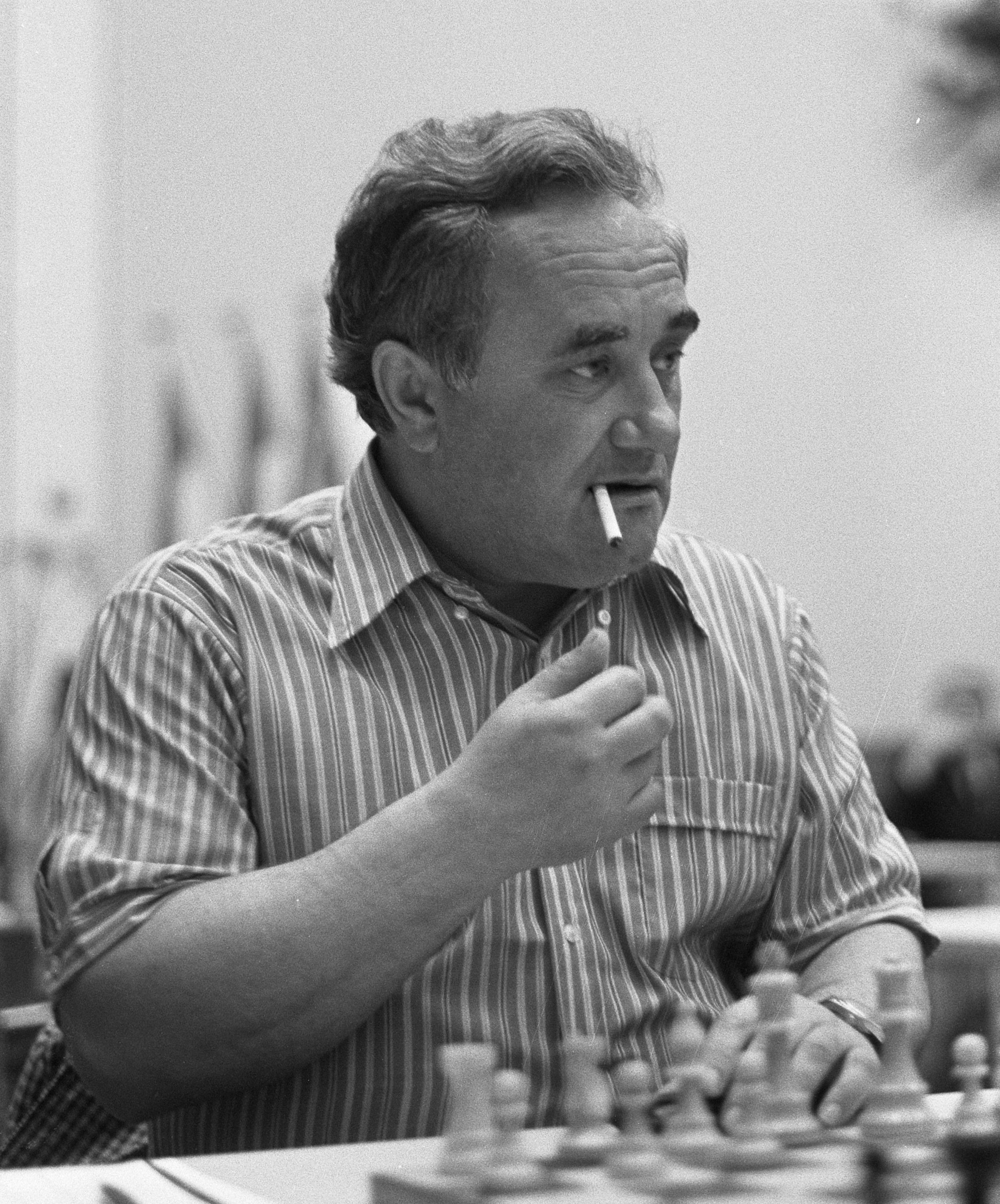
Jefim Geller, 1973

Jefim Petrovitsj Geller (Oekraïens: Юхим Петрович Геллер) (Odessa, 8 maart 1925 – Moskou, 17 november 1998) was een Sovjet-Oekraïense schaker. In 1952 werd hij internationaal grootmeester (GM) en in 1979 was hij kampioen van de Sovjet-Unie. 
Geller was jarenlang een leidende figuur in de top van de schaakwereld en hij heeft in een flink aantal toernooien meegespeeld, met wisselend succes. Hij speelde ook ettelijke keren in een Kandidatentoernooi. In het kandidatentoernooi van 1956 in Amsterdam werd hij gedeeld derde. In 1965 won hij van Vasili Smyslov, maar verloor van Boris Spasski.
| 8 | rd | nd | bd | qd | kd |    | nd | rd |
| 7 | pd | pd | pd |    | pd | pd | bd | pd |
| 6 |    |    |    | pd |    |    | pd |    |
| 5 |    |    |    |    |    |    |    |    |
| 4 |    |    |    | pl | pl |    |    |    |
| 3 |    |    | pl |    |    | nl |    |    |
| 2 | pl | pl |    |    |    | pl | pl | pl |
| 1 | rl | nl | bl | ql | kl | bl |    | rl |
|   | a  | b  | c  | d  | e  | f  | g  | h  |

In een variant van het Robatsch, Koningsfianchetto, of 'moderne verdediging' blijft zijn naam bewaard:

1.e4 g6 2.d4 Lg7 3.Pf3 d6 4.c3 is de Gellervariant
Efim Geller heeft een aantal varianten op zijn naam staan in het Spaans, in het Koningsindisch en in de schaakopening Siciliaans. Hij was in het begin van zijn carrière een snelle aanvalsspeler die veel risico's nam door onbekende ideeën en nieuwtjes te lanceren. In 1972 was hij de secondant van Boris Spasski tijdens diens match om het wereldkampioenschap.
Geller speelde zowel met wit als met zwart met veel plezier het Siciliaans en Spaans.